# Giuseppe Velasco
Pour les articles homonymes, voir Velasco.
Giuseppe Velasco ou Velazquez (né à Palerme le 16 décembre 1750 et mort le 7 février 1827  dans cette même ville) est un peintre italien, de la période néoclassique.

## Biographie
Fils de parents espagnols, Fabiano Ugo de Generalife et Anna Rodriguez, il décide, à ses 15 ans, de changer son nom pour Velazquez, en hommage au célèbre peintre Diego Vélasquez. Étant prêtre franciscain il se découvre une passion pour la peinture en 1770, la même année où il épouse Marianna Puelo. En 1798, il rencontre Vincenzo Riolo, et épouse sa fille Anna.
Il a longtemps travaillé avec l'architecte Giuseppe Venanzio Marvuglia, avec lequel il réalise plusieurs travaux :
- Palais Constantin, à Palerme
- Palais chinois, dans le Parc de la favorite, à Palerme

Entre 1785 et 1790, il collabore avec l'architecte français Léon Dufourny pour le jardin botanique de Palerme où il montre sa pleine maturité artistique. Durant le règne des Bourbon-Siciles dans les années 1798-1802, puis 1806-1815, il s'attire les faveurs, de par ses origines espagnoles. Il est admis sur les avis du Vice-Chancelier Caramanico, conjointement à Marvuglia, dans divers comités de la cour des Bourbons. En 1805, il est nommé directeur de l'Université royale de Palerme.
Il a été un élève de Gaetano Mercurio et Giuseppe Tresca, et fut le professeur de Valerio Villareale, il s'intéresse en particulier aux représentations mythiques et religieuses faites avec la technique de la peinture à l'huile et peint de nombreux personnages dont la plupart sont des Bourbon. Il a eu un grand intérêt pour le peintre Pietro Novelli, duquel il a restauré de nombreux ouvrages et lui a permis de développer ses compétences d'observateur et de copieur.

## Œuvres
Ses techniques habituelles sont : la grisaille et la fresque, imitant le style de Raphaël dans lequel il puise son inspiration.

### Fresques
- 1767, "Ciclo", fresque en tant que disciple de Giuseppe Tresca dans la réalisation de la voûte de la nef centrale: "La Regina Ester al cospetto di Re Aussero", "Giuditta", "l'Assunzione della Madonna al Cielo". Quatre cadres, deux du côté de l'évangile du Nouveau Testament et deux du côté de l'épître de l'Ancien Testament du dôme de la Vergine Santissima Del Soccorso de Castellammare del Golfo.
- 1776, "Ciclo", fresque avec une scène de la vie du conquistador de Constantinople, Palazzo Costantino, Palerme.
- 1776, "Le Storie di Mosè" et "Storie del Santo" fresque dans l'église de Saint-Antoine de Padoue, Palerme.
- 1792 - 1796, "Ciclo", fresque du gymnase du Jardin botanique de Palerme.